# Hyundai Vision T
La Hyundai Vision T (ou Vision T plug-in Hybrid SUV Concept) est un concept car de SUV hybride du constructeur automobile coréen Hyundai .

## Présentation
Le concept car Hyundai Vision T est dévoilé le 21 novembre 2019 au salon de Los Angeles 2019, aux États-Unis. Il préfigure la quatrième génération de Hyundai Tucson produite à partir de 2021.

## Caractéristiques techniques

### Motorisation
Le concept Vision T reçoit une motorisation hybride rechargeable.